# سرعت (فیلم ۱۹۹۴)
سرعت (به انگلیسی: Speed) یک فیلم اکشن و دلهره‌آور آمریکایی محصول سال ۱۹۹۴ به کارگردانی یان ده بونت در اولین کارگردانی فیلم بلند خود است. در این فیلم کیانو ریوز، دنیس هاپر، ساندرا بولاک، جف دانیلز، آلن راک، گلن پلامر، بت گرانت و ریچارد شیف به ایفای نقش پرداخته اند. فرضیه آن حول اتوبوسی می چرخد که توسط یک تروریست ساخته شده است تا در صورت کاهش سرعت آن به زیر ۵۰ مایل در ساعت منفجر شود. 
این فیلم که در ۱۰ ژوئن ۱۹۹۴ اکران سینمایی شد، از نظر انتقادی و تجاری موفق شد و با بودجه ۳۰ میلیون دلاری به فروش ۳۵۰ میلیون دلاری دست یافت و برنده دو جایزه اسکار شد: بهترین تدوین جلوه های صوتی و بهترین صدا. دنباله‌ای به نام سرعت ۲: کنترل سفر دریایی در ۱۳ ژوئن ۱۹۹۷ منتشر شد.

## داستان
یک بمب در یک اتوبوس مسافربری درون‌شهری کار گذاشته شده و درصورت کاهش سرعت اتوبوس از حدی معین یا توقف آن، بمب منفجر خواهد شد و مأمور پلیس، جک تراوان (کیانو ریوز)، باید جلوی این انفجار را بگیرد و جان مسافران را نجات دهد. همچنین، آنی پورتر (ساندرا بولاک) به عنوان رانندهٔ اتوبوس به جک تراوان کمک می‌کند و…

## تولید
تصویربرداری اصلی در ۷ سپتامبر ۱۹۹۳ آغاز شد و در ۲۳ دسامبر ۱۹۹۳ در لس آنجلس به پایان رسید.

## جوایز
این فیلم برندهٔ ۲ اسکار (برنده اسکار بهترین جلوه‌های صوتی-برنده اسکار بهترین صدا)
و کاندیدای ۱ اسکار دیگر (کاندیدای اسکار بهترین تدوین) در سال ۱۹۹۵ شد.

## دنباله فیلم
در سال ۱۹۹۷ دنباله‌ای به نام سرعت ۲: کنترل سفر دریایی منتشر شد. ساندرا بولاک موافقت کرد که دوباره در نقش آنی بازی کند، اما کیانو ریوز پیشنهاد بازگشت در نقش جک را رد کرد. در نتیجه، جیسون پاتریک به‌عنوان الکس شاو، دوست پسر جدید آنی وارد داستان شد و او و جک به دلیل نگرانی او در مورد سبک زندگی خطرناک جک، از هم جدا شدند. ویلم دفو در نقش شخصیت شرور جان گایگر  بازی کرد و گلن پلامر (که نقش قربانی ماشین ربوده شده شخصیت ریوز را بازی کرد) نیز در نقش همان شخصیت ظاهر شد، این بار قایق را رانندگی می‌کند که الکس کنترل آن را به دست می‌گیرد. این فیلم یکی از بدترین دنباله‌های تمام دوران در نظر گرفته شد.